# Kamil Barański (muzyk)
Kamil Barański (ur. 30 kwietnia 1982 w Katowicach) – klawiszowiec, pianista, muzyk sesyjny, producent muzyczny.

## Historia
Ukończył studia na Wydziale Jazzu Akademii Muzycznej w Katowicach. Współpracował z takimi muzykami jak m.in.: Felicjan Andrzejczak, Kuba Badach, Adam Bałdych, Sławomir Berny, Przemysław Branny, Leszek Cichoński, Renata Danel, Jacek Dewódzki, Jerzy Filar, Funky Filon, Michał Grott, Alicja Kalinowska, Kaja Karaplios, Joanna Kondrat, Tomasz Korpanty, Kasia Kowalska, Jacek Królik, Thomas Lang, Robert Luty, Tomasz Łosowski, Marika, Maciej Miecznikowski, Dorota Miśkiewicz, Kuba Molęda, Maciej Molęda, Krzysztof Napiórkowski, Marcin Nowakowski, Wojtek Olszak, Wojtek Pilichowski, Krystyna Prońko, Marek Raduli, Anna Serafińska, Joanna Słowińska, Maciej Starnawski, Magda Steczkowska, Marcelina Stoszek, Leszek Szczerba, Grzegorz Turnau, Marcin Wyrostek, Roman Ziobro, Piotr Żaczek.
Od 2004 członek zespołu Są Gorsi (muzyka do tekstów Jana Twardowskiego). W latach 2005–2008 członek grupy Pilichowski Band. W 2006 roku wystąpił m.in. na charytatywnym koncercie z okazji Dnia Kotana (koncert transmitowany przez TVP) oraz w Muzycznym Studiu Trójki im. Agnieszki Osieckiej (koncert transmitowany przez Polskie Radio Program III). W roku 2008 brał udział w nagraniu pierwszej w Polsce jazz-rockowej koncertowej płyty DVD – Electric Live at Art.Bem. W 2006 zaproszony do wspólnych występów przez grupę ΠR2, a w 2007 zaproszony przez Marka Raduli do zespołu Squad. Od 2007 członek zespołu Mollęda. W roku 2007 wystąpił z Rafałem Nosalem w konkursie Debiuty na XLIV Krajowym Festiwalu Piosenki Polskiej w Opolu.
W latach 2007–2011 pracował ze studentami wokalistyki w Instytucie Jazzu katowickiej Akademii Muzycznej. W latach 2007–2008 był kierownikiem muzycznym projektu Fajfy z jazzem – cyklu koncertów rejestrowanych przez TVP Katowice i retransmitowanych na antenie stacji. W roku szkolnym 2008–2009 akompaniował wokalistom w Studiu Wokalnym im. J. Wasowskiego przy Ośrodku Kultury Ochoty w Warszawie. Od 2010 pracuje z wokalistami w Studiu Wokalistyki Estradowej (SWE) w Katowicach.
W roku 2009 był kierownikiem muzycznym benefisu Sławomira Idziaka. W tym samym roku wystąpił m.in. z Thomasem Langiem na XVIII Międzynarodowym Festiwalu Perkusyjnym w Opolu (wraz z Wojtkiem Pilichowskim i Markiem Raduli), z Marcinem Nowakowskim na koncercie z okazji wręczenia złotej płyty Marcinowi za album Better Days (z udziałem m.in. Piotra Żaczka i Roberta Lutego) oraz z Michałem Jurkiewiczem na premierowym koncercie projektu Śrubki (z udziałem m.in. Kuby Badacha, Doroty Miśkiewicz i Grzegorza Turnaua). Od 2009 członek zespołu Indigo Magdy Steczkowskiej.
W roku 2010 wystąpił m.in. z Felicjanem Andrzejczakiem, a także Maciejem Miecznikowskim i Przemysławem Brannym (w projekcie Joanny Słowińskiej) oraz z Moniką Urlik i Mateuszem Krautwurstem (na koncercie Vena Festival).
Wyprodukował wydaną w 2011 płytę Renaty Danel Silna, która jest pierwszą w Polsce płytą habilitacyjną z piosenki.
W czerwcu 2011 wystąpił z Grzegorzem Turnauem, a w lipcu 2011 z Marcinem Nowakowskim na białostockim festiwalu Pozytywne Wibracje (supportując Seala). Od 2011 współpracuje z zespołem The Pimps akompaniując Łonie i Webberowi, z którymi wystąpił m.in. na festiwalu Coke Live Music Festival (supportując Kanyego Westa). Od 2011 jest członkiem zespołu Maryli Rodowicz.

## Obecnie
Gra w zespole Maryli Rodowicz, Magda & Indigo oraz w grupie Śrubki. Akompaniuje w Studiu Wokalistyki Estradowej (SWE) w Katowicach. Prowadzi warsztaty muzyczne (m.in. w Muzycznej Owczarni w Jaworkach, Końskich, Grodkowie, Kargowej, Bolesławcu, Raciborzu czy też Rybniku). Regularnie występuje jako muzyk sesyjny.

## Dyskografia
(opracowano na podstawie:)
- 2003 Na sprzedaż – Tomek Lewandowski (wyd. Dalmafon)[19]
- 2005 The Best Of Polish Smooth Jazz Vol. 2 – kompilacja (Karolina Glazer)[20]
- 2007 Jesteś kołem – Mariusz Kozioł
- 2007 Niech tak zostanie – Rafał Nosal[21]
- 2008 Electric Live at Art.Bem – Pilichowski Band[2]
- 2011 Silna – Renata Danel[1]
- 2011 Samosie – Joanna Kondrat[22]
- 2011 Z wysokiego nieba – kompilacja (Katarzyna Konciak, Agnieszka Kowalska, Śrubki)[23]
- 2012 Power! – Soul Hunters Gospel Choir & Kasia Puma Piasecka
- 2012 Pełnia – Magda Steczkowska & Indigo[24]
- 2012 Drugi oddech – Krzysztof Napiórkowski[25]
- 2012 Gra mandolina – Śrubki (Michał Jurkiewicz)
- 2014 Gdzieś pomiędzy – Mateusz Krautwurst
- 2014 Pendofsky – Marcin Pendowski
- 2014 Gdzie to jest? – różni wykonawcy (Narodowe Centrum Kultury)
- 2015 Bajka o jazzie – Śrubki i inni (Centrum Kultury Katowice)
- 2015 Sen – Martyna Zaniewska
- 2015 Dmuchawiec – Danka Smolińska
- 2016 ...nie na zawsze – Magda Steczkowska
- 2016 Treehouse – Amin Afify
- 2016 10 x Twardowski – Krzysztof Napiórkowski
- 2016 AŁA – Ten Typ Mes
- 2016 Świąteczny czas – różni wykonawcy
- 2017 Skoda Auto Muzyka – różni wykonawcy (Marta Dryll)
- 2017 Szczęście – Patrycja Zarychta
- 2017 5.1 – Krzysztof Misiak
- 2017 Ach świecie – Maryla Rodowicz
- 2017 Łączą nas święta / Weihnachten verbindet uns – różni wykonawcy (Bona Fides, Edyta Kręgiel)
- 2018 11 x 11 – Nick Sinckler
- 2018 SeriaLove – Magda Steczkowska
- 2018 Samotni jak gwiazdy – Bohema
- 2018 Trzy tysiące pięknych słów – masterKlas
- 2018 Wbrew grawitacji – Wakacje Artystyczne
- 2018 Więcej – Marta Zalewska